# إسماعيل ناصر الدين شاه
السلطان إسماعيل ناصر الدين شاه بن سلطان زين العابدين (ولد في 24 كانون الثاني 1907 – توفي في 20 أيلول 1979) كان ملك (يانغ دي-برتوان أغونغ) ماليزيا الرابع من 21 أيلول 1965 – 20 أيلول 1970، وكان سلطان ترغكانو السادس عشر من 16 كانون الأول 1945 إلى وفاته في 20 أيلول 1979.